# Lac des Commissaires
Le lac des Commissaires est situé dans la municipalité du Lac-Bouchette, dans la MRC Le Domaine-du-Roy, dans la région administrative Saguenay–Lac-Saint-Jean, au Québec, au Canada. Le lac est prisé pour les activités récréo-touristiques.
La surface du lac des Commissaires est habituellement gelée du début de décembre à la fin de mars, toutefois la circulation sécuritaire sur la glace se fait généralement de la fin de décembre à la mi-mars.

## Géographie
Le lac des commissaires est situé à 26 km au sud de Roberval, à 22 km au sud du Lac Saint-Jean et à 84 km au nord-est de La Tuque. D'une superficie est de 29 km² et d'une longueur de 29 km, le lac s'étire du nord au sud. Sa largeur maximale est de 2 km. Sa forme comporte deux parties, à peu près de longueur semblable. L'extrémité sud de la partie sud du lac se termine par une baie étroite de six kilomètres de longueur, courbant vers l'ouest. La route 155 (Québec) reliant La Tuque et Chambord longe la partie sud du lac.
Au milieu du lac, dans la partie nord, le lac forme un renflement vers l'Est, désignée "Baie de la grêle" ou "lac au Mirage" (ancienne appellation "Lac Quaquakamaksis"). Le "barrage des Commissaires" appartient au gouvernement du Québec et se retrouve à l'exutoire du lac des Commissaires, qui constitue la principale source alimentant la rivière Ouiatchouan. L'émissaire du lac des Commissaires est la "rivière des Commissaires".
La rivière des Commissaires coule à la limite des rangs 6 et 7, sur 3 km vers le nord-est pour atteindre le sud du lac Bouchette ; le courant se déverse face à l'Île Bouchette (île triangulaire située près de la rive Ouest du lac). Le lac Bouchette est long de 4,2 km dans le sens nord-sud et une largeur maximale de 1,4 km. Le village de Lac-Bouchette est situé sur sa rive Est des lacs Bouchette et Ouiatchouane. L'embouchure du lac Bouchette est située dans sa partie nord et se déverse dans la partie sud du lac Ouiatchouan. Ce dernier se déverse par le nord dans la rivière Ouiatchouan qui coule sur 28 km vers le nord pour atteindre le Lac Saint-Jean, à 6,5 km au nord-ouest de l'intersection de la route 155 (Québec) et de la route 169 (Québec). La rivière Ouiatchouan coule surtout en milieu boisé, sauf les deux derniers kilomètres de son parcours qui sont de nature agricole.
Barrage du lac des Commissaires
Construit en 1971, le barrage du lac des Commissaires a une hauteur de 8,2 mètres et une hauteur de retenue de 6,6 m. Le barrage a une capacité de retenue de 186 960 000 m³. Ce barrage de type "Béton-gravité" sur une fondation de roc a une longueur de 198,7 m. La superficie du réservoir retenu par le barrage est de 2 849 ha et la superficie du bassin versant de 562 km². Ce barrage est exploité par le "Centre d'expertise hydrique du Québec".

## Toponymie
En 1828, l'arpenteur-géomètre, Joseph Bouchette, a attribué le toponyme « lac des Commissaires », en l'honneur des commissaires Andrew et David Stuart, responsables d'une expédition chargée d'explorer le territoire du Saguenay. Dans son Journal de 1732, l'arpenteur Joseph-Laurent Normandin désigne ce lac Eskaskouakama, soit un mot de la langue montagnaise qu'il traduit ainsi : «Lac qui est boisé d'un coste et de Lautre où il n'y a aucun bois». Cet arpenteur ajoute : «En effet ce Lac du Costé du Nord est bordé d'une terre assez haute et bien boisée et du Costé du Sud c'est une terre basse sans aucun bois». En 1890, l'arpenteur-géomètre Elzéar Laberge, dans son rapport sur le canton de Crespieul, utile le toponyme « le lac des Commissaires » pour identifier ce plan d'eau.
Le toponyme « lac des Commissaires » a été inscrit le 5 décembre 1968 à la Banque des noms de lieux de la Commission de toponymie du Québec.